# پیلیهودوگولا ایهالاگاما
پیلیهودوگولا ایهالاگاما (به لاتین: Pilihudugolla Ihalagama) یک منطقهٔ مسکونی در سری‌لانکا است که در استان مرکزی (سری‌لانکا) واقع شده‌است.